# Paco el Flaco
«Starvin' Marvin» es el octavo episodio de la primera temporada de la serie animada de televisión estadounidense South Park. Se emitió por primera vez en Comedy Central en los Estados Unidos el 19 de noviembre de 1997. En el episodio, Cartman, Kenny, Kyle y Stan envían dinero a una organización benéfica africana con la esperanza de obtener un reloj deportivo, pero en su lugar reciben a un niño etíope a quien llaman «Paco el flaco» («Starvin' Marvin» en inglés). Más tarde, Cartman es enviado accidentalmente a Etiopía, donde se entera de que la activista Sally Struthers está acumulando la comida de la caridad para sí misma. En una subtrama que lo acompaña, después de que pavos modificados genéticamente atacan a los residentes de South Park, Chef reúne a los residentes para que se defiendan, en una parodia de la película Braveheart.
El episodio fue escrito y dirigido por el cocreador de la serie Trey Parker, y fue el primer episodio con tema del Día de Acción de Gracias de South Park. Sirvió simultáneamente como una sátira sobre la indiferencia estadounidense hacia los países empobrecidos y sobre la industria del humanitarismo.
El episodio recibió críticas generalmente positivas y varios comentaristas lo describieron como un episodio clásico de South Park. Según Nielsen Media Research, fue visto por 3,68 millones de espectadores durante su emisión original. Parker y Stone dijeron que no estaban contentos con la trama secundaria del pavo, que escribieron solo porque se sintieron obligados a incluir una historia B. Según los informes, Sally Struthers se sintió profundamente ofendida por su representación en el episodio. Además de Paco el flaco, que se convirtió en un personaje secundario popular, el episodio presentó a los personajes habituales, el padre de Kyle, Gerald Broflovski, y los miembros de la familia de Kenny, Stuart, Carol y Kevin McCormick.

## Argumento
Después de ver un comercial sobre niños hambrientos en África, Cartman, Stan, Kenny y Kyle envían dinero a la organización benéfica de Sally Struthers, Christian Children's Fund. No les importa la causa, pero quieren el reloj deportivo gratis que viene con el patrocinio. Sin embargo, debido a una mala comunicación, se entrega un niño etíope a los niños en lugar del reloj. Aunque inicialmente se sorprendieron, los cuatro niños se hicieron amigos de él, y Cartman nombra al niño «Starvin' Marvin» («Marvin» se le dio por la aparente pronunciación de su nombre cuando hablaba en su idioma nativo). Mientras tanto, turbas de pavos salvajes comenzar a atacar y matar a los residentes de South Park. El científico loco Dr. Mephesto intenta advertir a la alcaldesa McDaniels que los pavos modificados genéticamente que había estado criando para alimentar a los pobres se han vuelto locos y ahora están atacando a los humanos. En cambio, Mephesto es ignorado y ridiculizado por McDaniels.
Los chicos llevan a Marvin a un «bufé de todo lo que puedas comer», donde se sorprende por la cantidad de comida que consume la gente del pueblo en comparación con su país de origen, y por lo derrochador que Cartman es con su comida. De vuelta en la escuela, el Sr. Garrison anuncia que la colecta de alimentos fue un fracaso porque los estudiantes solo trajeron unas pocas latas de crema de maíz. Los niños presentan a Marvin a la clase durante una sesión de mostrar y contar, después de lo cual el Sr. Garrison y la directora Victoria les dicen a los niños que tendrán que llamar a la Cruz Roja y enviar a Marvin a casa. Mientras tanto, el Dr. Mephesto le muestra a Chef que el ADN del pavo está creciendo tan rápidamente que los pavos podrían apoderarse del mundo si no se los detiene.
El FBI llega para llevar a Marvin de regreso a Etiopía, pero Marvin los engaña para que lleven a Cartman en su lugar. Cartman, que anteriormente se había preocupado poco por los pobres de África, no puede soportar la falta de alimentos y las malas condiciones de vida allí; además, intenta convencer a la Cruz Roja allí de que no es uno de los africanos, pero falla. Mientras rezaba en Adís Abeba, Cartman dice que lamenta haberse burlado de la gente pobre. Luego encuentra una choza de la Cruz Roja, donde Sally Struthers está acumulando toda la comida destinada a la caridad. Después de una breve discusión, Cartman expone todo el acaparamiento del suministro de alimentos por parte de Struthers a los etíopes, quienes luego toman el control del suministro de alimentos.
De vuelta en South Park, Chef reúne a la gente del pueblo (en una parodia de Braveheart) para luchar contra los pavos modificados genéticamente; en respuesta, uno de los pavos también reúne a los otros pavos para luchar contra la gente del pueblo. Se produce una batalla masiva en la que Kenny muere (le pinchan y le sacan un ojo), pero finalmente los residentes de South Park matan a todos los pavos y reclaman la victoria. El FBI devuelve a Cartman a South Park y se lleva a Marvin a casa, pero no antes de que traiga los cuerpos de los pavos muertos a Etiopía para que todos los coman. Luego, Marvin es aclamado como un héroe por su gente mientras pasan junto a Struthers atada y amordazada sobre un fuego.
Al final, de vuelta en South Park, la familia de Kenny da sus bendiciones de Acción de Gracias mientras se preparan para comer una lata de judías verdes, pero luego se dan cuenta de que no tienen un abrelatas.